# Hadag Nachash

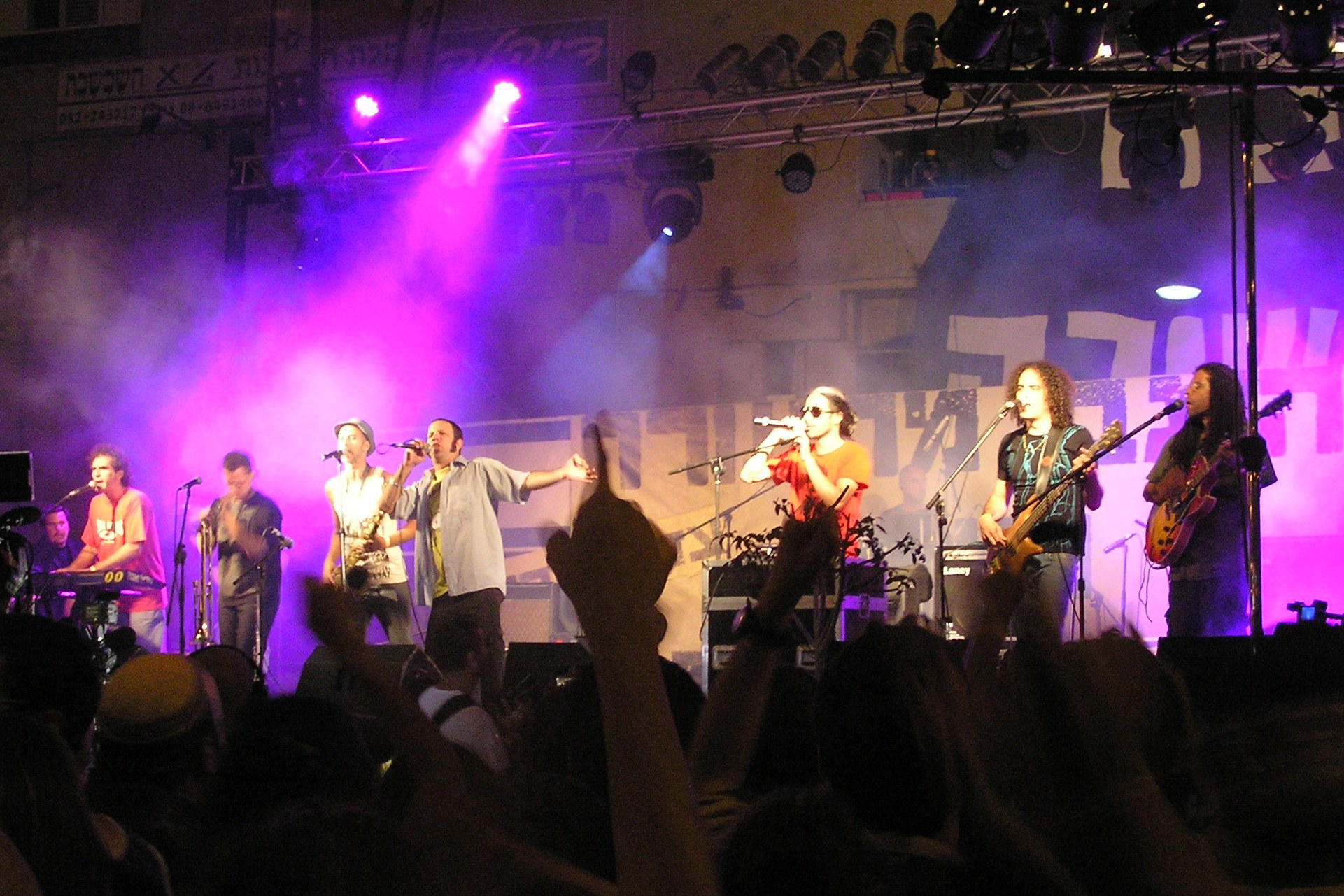
Hadag Nahash, 2011

Hadag Nahash (oder HaDag Nachasch; hebräisch הדג נחש) ist eine erfolgreiche israelische Hip-Hop-Gruppe. Die Gruppe besteht aus sieben Mitgliedern, der Gründer und Lead-Rapper ist Shaanan Streett. Hadag Nahash sind für ihre dem linken Spektrum zuzuordnenden politischen Texte bekannt.

## Name und Symbole
Übersetzt bedeutet der Name so viel wie „Der Fisch ist eine Schlange“ („Ha“ bedeutet „Der“, „Dag“ bedeutet „Fisch“, und „Nachasch“ bedeutet „Schlange“). In Israel bedeutet „Nahag Chadasch“ so viel wie „Fahranfänger“ und wird auf Aufklebern von ebendiesen auf die Rückseite ihrer Autos geklebt (hebräisch נהג חדש). Das Anagramm „HaDag Nachasch“ weist also auf die Ambitionen der Band hin, eine Stimme der Jugend zu sein.
Das Band-Symbol zeigt ein urinierendes Kind und kommt von dem hebräischen Idiom, welches grob übersetzt so viel wie „Von wo der Fisch pisst“ bedeutet (מאיפה משתין הדג) oder anders ausgedrückt, „Wie es gemacht wird“.

## Musik-Stil und Hits
Genauso wie andere israelische Pop-Interpreten, beispielsweise Tipex oder Idan Raichel Project, vermischen HaDag Nahash westlichen Popmusik und israelische Folkmusic zu einem unverwechselbaren Stil irgendwo zwischen Hip-Hop, Funk und Worldmusic.
Ihr berühmtester Hit ist Shirat Hasticker (שירת הסטיקר, englisch „The Sticker Song“), der von dem israelischen Autor David Grossman geschrieben wurde. Alle Songlines sind politische Slogans von israelischen Stickern und sollen ein wütendes und ironisches Porträt des Lebens in Israel zeichnen.
Eine größere Bekanntheit in der westlichen Welt erlangte die Gruppe durch den Film Leg dich nicht mit Zohan an, in dem Hine Ani Ba (הנה אני בא, deutsch Hier komme ich) und weitere Songs verwendet wurden.
Hadag Nachash haben einen leichten Konflikt mit dem israelischen Hip-Hop-Star Subliminal, welcher eher dem rechten Spektrum zuzuordnen ist.

## Mitglieder
- Sha'anan Streett – Rap
- Guy Mar – Dj, Rap
- Dudush Klemes – Keyboard
- Moshe "Atraf" Asraf – Schlagzeug
- Yaya Cohen Aharonov – Bass
- Amir Ben Ami – klassische Gitarre, E-Gitarre
- Shlomi Alon – Saxophone, Flöte, Vocals

### Performance-Partner
- Yair Selotzki – Trombome
- Yaron Mohar – Saxophone
- Matan Gov Ari – Trompete

## Diskografie

### Alben
- 2000: Ha Mechona Shel Ha Groove ("The Groove Machine")
- 2003: LaZuz ("Move")
- 2004: Chomer MiKomi ("Local Material")
- 2006: Be'ezrat Ha'Jam ("With Help of the Jam")
- 2010: Shesh ("six")
- 2013: Zman LeHit'orer ("Time To Wake up")
- 2016: Shutafim Ba'am ("Partners of the People")
- 2018: Welcome to Izrael
- 2023: Dag Life ("Fish Life")
- 2025: יביע אומר[1]

### Live-Alben
- 1998: Live in Tel Aviv
- 1998: Live in Jerusalem
- 2008: Live

### Singles (Auswahl)
| - 2000: לא מוותר - 2003: לזוז (mit MC שירי) - 2003: לא פראיירים - 2004: שירת הסטיקר - 2004: חליפות - 2004: מה נעשה? - 2006: מה שבא בא - 2006: הנה אני בא - 2010: שיר נחמה - 2010: עוד אח אחד - 2010: בסלון של סלומון | - 2010: אני מאמין - 2010: לא מספיק - 2013: יום שישי (mit Yitzhak Klapter) - 2013: זמן להתעורר - 2013: הכל יסתדר (mit Peled) - 2016: שמש (mit Shai Tsabari) - 2016: תן לי מנגינה (mit Avraham Tal) - 2018: סע - 2020: בומבה - 2022: עיר האלוהים |